# Donum vitae
Donum Vitae – instrukcja "o szacunku dla rodzącego się życia i o godności jego przekazywania", wydana 22 lutego 1987 przez Kongregację Nauki Wiary, która dotyka aspektów bioetyki z punktu widzenia katolickiego.
Encyklika była owocem "szerokiej konsultacji, a w szczególności uważnej oceny oświadczeń Episkopatów". Została zaadresowana nie tylko do małżonków, ale także do farmaceutów, lekarzy, etyków, teologów, polityków.
Dokument podkreśla m.in. jasny sprzeciw Kościoła wobec metody in vitro. Stwierdza też, że embrion powinien być traktowany jako osoba od początku swego istnienia. Instrukcja ta nie stwierdza wprawdzie, że embrion jest osobą (aby nie formułować wyraźnego stwierdzenia natury filozoficznej) lecz zwraca uwagę na fakt, że istnieje ścisłe powiązanie między wymiarem ontologicznym a specyficzną wartością każdej istoty ludzkiej.

Na mocy zjednoczenia substancjalnego z duszą rozumną, ciało ludzkie nie może być uważane tylko za zespół tkanek, narządów i funkcji; nie może być oceniane na równi z ciałem zwierząt, jest bowiem istotną częścią osoby, która przez to ciało objawia się i wyraża.

W 2008 roku została wydana instrukcja Dignitas Personae jako uzupełnienie Donum Vitae o nowsze zagadnienia bioetyczne.